# Indivisible (film)
Indivisible è un film del 2018 diretto da David G. Evans, basato sulla storia vera di Darren Turner.

## Trama
L'unità di Darren Turner, un cappellano dell'esercito americano la cui vita è interamente dedicata al servizio di Dio, viene inviata in Iraq. Nonostante il desiderio di rimanere in contatto con i propri cari, la dura realtà della guerra pesa ogni giorno sul lungo dispiegamento del battaglione. Quando torna a casa, Darren si riunisce con sua moglie Heather e i suoi tre figli, ma il tanto atteso ritorno dei soldati è molto diverso da quello che le loro famiglie avevano previsto. I Turner devono decidere se sono pronti ad affrontare un'altra battaglia: la lotta per salvare il loro matrimonio.

## Accoglienza
Su Rotten Tomatoes, il film detiene un indice di gradimento del 74% basato su 19 recensioni, con una valutazione media di 6,5/10. Su Metacritic, il film ha un punteggio medio ponderato di 53 su 100, basato su 6 critici, che indica "recensioni miste o medie".